# Aurélia de Sousa
Maria Aurélia Martins de Sousa (ur. 13 czerwca 1866 w Valparaíso, zm. 26 maja 1922 w Porto) – portugalska malarka naturalistyczna.
Urodziła się w Valparaíso w Chile. Jej rodzice byli emigrantami w Brazylii i Chile, ale przenieśli się do Porto w Portugalii, w 1869 roku. Od 1893 roku studiowała na Akademii Sztuk Pięknych w Porto, gdzie była uczennicą João Marquesa de Oliveira, który w znacznym stopniu wpłynął na jej styl malarski. W 1898 roku przeniosła się do Paryża aby studiować malarstwo i podróżowała po Europie w ciągu kolejnych trzech lat, zanim ostatecznie powróciła do Portugalii w 1901 roku.
Jej prace pozostawały pod wpływem najbardziej innowacyjnych stylów malarskich, które poznała we Francji. Malowała w osobistym stylu naturalistycznym, czasami z elementami realizmu i wpływem impresjonistów lub post-impresjonistów. Malowała portrety, pejzaże i sceny z codziennego życia. Jej najbardziej znanym dziełem jest „Autoportret” namalowany w 1900 roku.

## Wybrane dzieła
- Santo António
- Cabeça de italiano
- Cena familiar
- Moinho-Granja
- Porcelanas antigas
- Filha de Jairo lub Cristo ressuscitando e a filha de Jairo

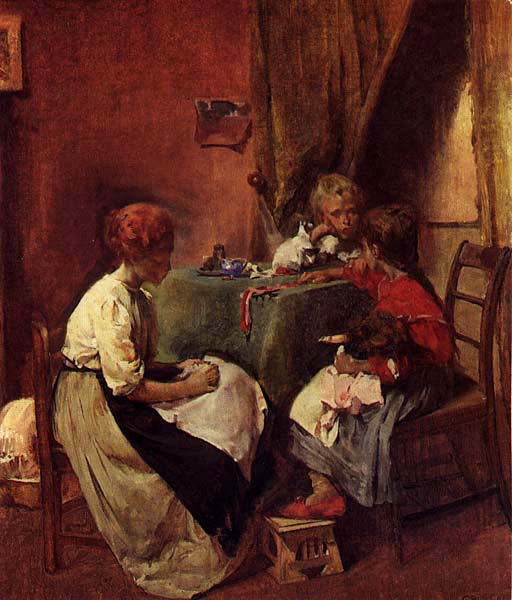
Cena familiar, 1911

- Rio Douro-Areinho
- Autoportret